# Chapelle Notre-Dame de Bethléem (Bras)
Pour les articles homonymes, voir Notre-Dame de Bethléem.

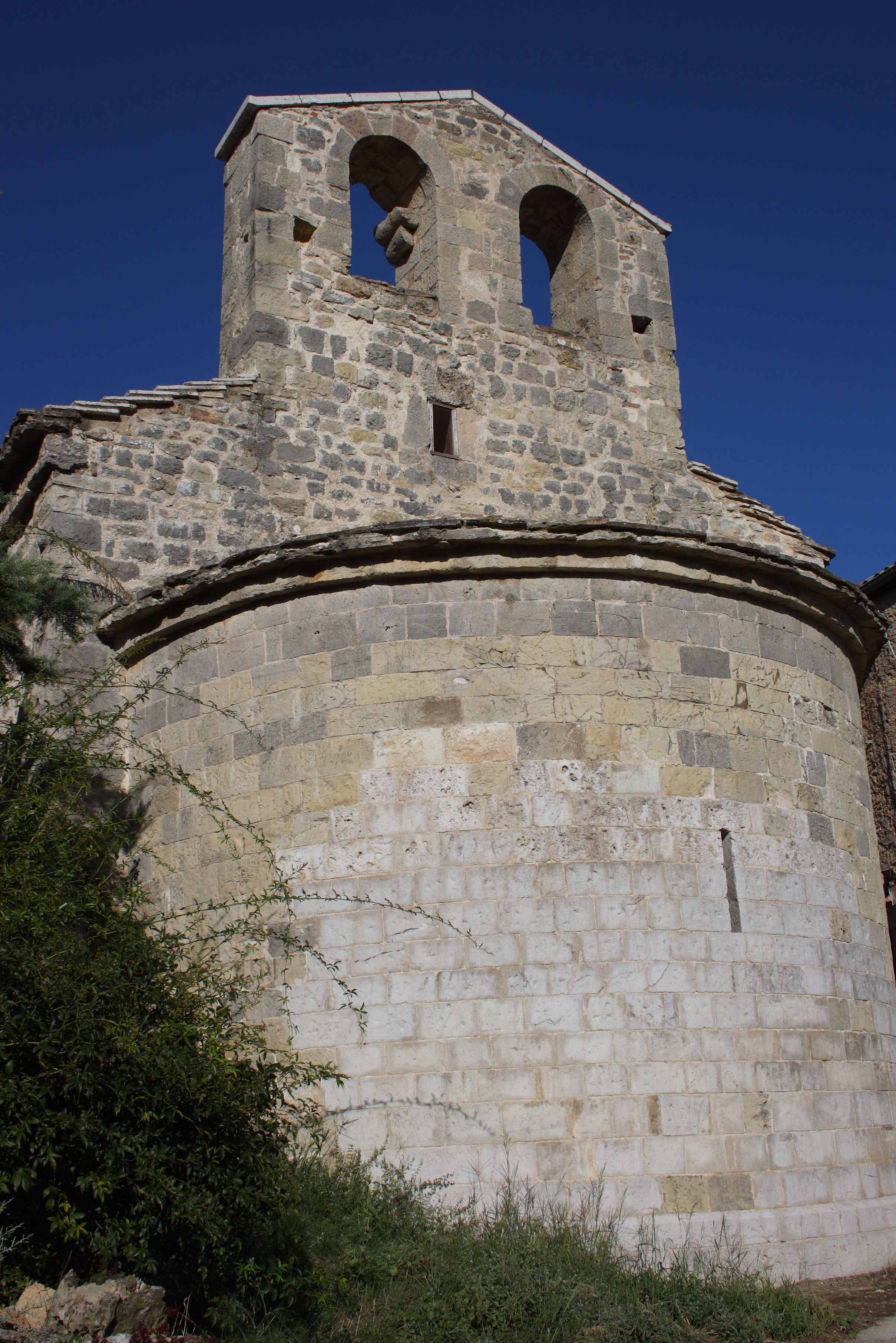
L'abside et le clocher.

La chapelle Notre-Dame-de-Bethléem à Bras, municipalité du département du Var, Provence-Alpes-Côte d'Azur, fut érigée au XIIIe siècle et appartenait autrefois à une commanderie de l'ordre du Temple. La chapelle fut inscrite en 1957 au registre des monuments historiques. C'est à présent une propriété privée.

## Architecture
La chapelle est orientée à l'est, répartie en une nef et deux travées. À l'est se trouve une petite abside semi-circulaire recouverte d'un demi-dôme et légèrement en retrait sur le plan d'étage. L'intérieur de la chapelle est éclairé par une étroite ouverture en forme de fente dans le mur de l'abside et par un oculus dans le mur sud. Au milieu de la journée, les rayons lumineux provenant des deux ouvertures se rencontrent sur l'autel. Sur le mur ouest se trouve une ouverture aujourd'hui murée qui desservait autrefois une galerie réservée au commandeur.
La chapelle est couverte de dalles de pierre brutes. Le mur est de la nef est surmonté d'un clocher percé de deux grandes ouvertures en plein cintre.
L'entrée est située sur le côté nord. Le portail est encadré par un arc aux voussoirs élaborés.